# Irina Spîrlea
Irina Spîrlea, född 26 mars 1974 i Bukarest, Rumänien, är en före detta tennisspelare.
Irina blev proffs på WTA-touren 1990 och vann 4 singeltitlar samt 6 dubbeltitlar under sin karriär. 1997 var hon rankad som nummer 7 på touren vilket blev hennes högsta placering under karriären. Irina slutade med tennisen 2000.